# Desmia phaiorrhoea
Desmia phaiorrhoea là một loài bướm đêm trong họ Crambidae.